# إلدريد جي. سميث
إلدريد جي. سميث (بالإنجليزية: Eldred G. Smith)‏ هو قسيس أمريكي، ولد في 9 يناير 1907، وتوفي في 4 أبريل 2013.